# Campeonato Mundial de Ginástica Rítmica de 1999
O XXIII Campeonato Mundial de Ginástica Rítmica transcorreu entre os dias 12 e 17 de outubro de 1999, na cidade de Sevilha, na Espanha.